# Az erkély (Manet-kép)
Az erkély (Le Balcon) Édouard Manet alkotása, amely a párizsi Musée d’Orsay gyűjteményének része.

## Keletkezése
Manet 1868—1869-ben festette a képet. Ebben az időszakban már divatban voltak a polgárság életét ábrázoló képek, de Manet alkotása felzúdulást okozott, mert szembe ment a bevett konvenciókkal.
A képen szereplő valamennyi alak modellje Manet közeli ismerőse volt. Az ülő nő Berthe Morisot festőnő, aki Manet-nak ezen a képén jelent meg először, később azonban többször is modellje volt. A festménynek nincs története, az alakok fagyottak, mintha valamennyien belső világuk elszigeteltségében lennének. Mindez azt mutatja, hogy az alkotó felmentette magát az akadémiai tradíciók alól, annak ellenére is, hogy a kép egyértelműen kapcsolatba hozható Goya Maják az erkélyen című művével.
Manet bemutatta a képet az 1869-es hivatalos párizsi szépművészeti tárlaton (Salon), de a rejtélyes csoportos portrét nem értette meg a kritika. „Zárják be a spalettákat!”, reagált szarkasztikusan Cham, a karikaturista. A színek élénkségét, a balusztrád zöldjét, a férfi nyakkendőjének kékjét, a durva kontrasztot a nők fehér ruhája és a szoba sötétje között, provokációnak tekintették a kor művészete ellen.
A festmény 1884 és 1894 között az impresszionista festő és mecénás, Gustave Caillebotte gyűjteményének része volt, majd a francia államra szállt. 1986 óta része a Musée d'Orsay kollekciójának.